# Jacques Prevel
Jacques Prevel (* 21. Juli 1915 in Bolbec; † 27. Mai 1951 in Sainte-Feyre) war ein französischer Dichter.

## Leben und Werk
Jacques Prevel ging 1940 im Alter von 25 Jahren nach Paris, um sich ausschließlich der Dichtung zu widmen, doch fand er jahrelang keinen Verleger. Auf eigene Kosten veröffentlichte er 1945 Poèmes mortels. Er gehörte zu den Bewunderern von Antonin Artaud, dem er Medikamente und Drogen verschaffte. Die Freundschaft zu Artaud vom Mai 1946 bis Dezember 1947 wurde Gegenstand eines postum erschienenen Buches. Prevel starb im Alter von 35 Jahren an Tuberkulose.

## Werke (Auswahl)
- Poèmes pour toute mémoire. J. Haumont, Paris 1947.
- De colère et de haine. Éditions du Lion, Paris 1950. (mit einem Gedicht von Antonin Artaud)
- En dérive vers l’absolu. P. Seghers, Paris 1952. (Einführung von Jean Rousselot)
- En compagnie d’Antonin Artaud suivi de Poèmes. Hrsg. Gérard Mordillat und Jérôme Prieur. Flammarion, Paris 1994. (nach Ausgaben von Bernard Noël, Flammarion, Paris 1974)